# Орлівка (Курманський район)
Орлі́вка  (до 1948 року — Кримчак, Киримчак; крим. Qırımçaq) — село Курманського району Автономної Республіки Крим.
Входить до складу Найдьонівської сільської ради.
Відстань від райцентру до населеного пункта становить 31 кілометрів по прямій.